# ورد طائفي
الورد الطائفي (الاسم العلمي: Rosa Damascena Mill) هو نبات من نباتات الزينة التي تنتمي إلى الفصيلة النباتية الوردية. يتميز بأزهاره الكبيرة والجميلة، ورائحته العطرة المميزة. وهو أحد أهم المحاصيل الزراعية الاقتصادية لمحافظة الطائف التابعة لمنطقة مكة المكرمة في غرب المملكة العربية السعودية.
يتم إنتاج نحو 550 مليون وردة من الورد الطائفي في كل عام. ويوجد أكثر من 1200 مزرعة للورد الطائفي، تتوزع في مناطق مختلفة في جنوب غرب محافظة الطائف.
تحتوي هذه المزارع على حوالي 1,144,000 شجيرة من الورد الطائفي في مساحة تقدر بنحو 270 هكتارًا من الأراضي الزراعية بمحافظة الطائف.
يُعد مناخ محافظة الطائف ونسبة الملوحة في التربة وحموضتها، بالإضافة إلى كمية المعادن مكانًا مثاليًا ومناسبًا لنمو وإنتاج ورود ذات محتوى عالٍ من الزيوت الطيارة في بتلات الورد، مما يجعل الورد الطائفي مثاليًّا لاستخلاص دهن الورد.

## تعريف ومواصفات الورد الطائفي
ينتشر نوعان من الورد الطائفي في محافظة الطائف ويُعرفان محليًّا بالورد القاني، والورد الفاتح، حيث يُعرف الأخير بين الناس باسم الورد الطائفي. يمكن تعريف الورد الطائفي بأنه عبارة عن شجيرة متساقطة الأوراق، تنمو حتى ارتفاع 2.2 متر (حوالي 7 أقدام و3 بوصات)، كما أن سيقانها تحتوي على أشواك قوية ومنحنية الشكل وبها شعيرات صلبة. أما أغصانها فهي متشعبة الأوراق ذات شكل ريشي، وتحتوي على خمس أوراق فرعية (ونادرًا ما تكون سبع أوراق فرعية). تنمو الأزهار الصغيرة في الشجيرة نسبيًّا في مجموعات، حيث تُعتبر نوع مهم من الورود القديمة ذات المكانة المرموقة في سلالة للعديد من أنواع الورود الأخرى.
تُحصد الأزهار الصغيرة بسبب رائحة عبيرها الفَّواح بغرض استخراج دهن الورد منها والذي يُستخدم لصناعة العطور وإنتاج ماء الورد. يتم إنتاج ماء الورد من أزهار شجيرة الورد الطائفي بتركيزات مختلفة يطلق عليها محليًّا اسم (ماء العروس) بتركيز يصل إلى 80% ويستخدم في الأدوية وأغراض التجميل مثل: تنظيف البشرة، واسم (الثنو) بتركيز يصل إلى 50% ويستخدم في الأطعمة والحلويات ولأغراض الطبخ، وأخيرًا اسم (الساير) بتركيز يصل إلى 20%. أما بالنسبة لبتلات الزهور نفسها فيتم استخدامها مباشرة كمنكهات للطعام أو تحضير الشاي، حيث يُعد استخدامها بهذا الشكل آمناً على البشر.

## زراعة الورد الطائفي
تتوزع مزارع الورد الطائفي في العديد من الأماكن بمحافظة الطائف غرب المملكة العربية السعودية، فنجد بعضها في مرتفعات جبال الهدا والشفا، وبعضها في وادي محرم، والطلحات، ووداي الأعمق، ووادي البني، كما تنتشر بعض مزارعها في بلاد طويرق والمخاضة.
تبدأ دورة حياة الورد الطائفي في شهر ديسمبر من كل عام، حين يعاود المزارعون الاهتمام بحقوله وشجيراته، ويبدأ المزارعون الاستعداد لقطف الورد بتقليمه من الشجيرات عند اشتداد البرد في منتصف يناير، وفي نهاية شهر مارس يبدأ موعد قطاف بتلات الورد والذي يستمر لمدة تتراوح بين 35 إلى 45 يومًا، ثم تنقل بعد ذلك في أكياس إلى مصانع متخصصة في استخراج زيت الورد الطائفي.

## المناخ المناسب
أنسب مناخ لزراعة الورد الطائفي هو المناخ المعتدل، حيث أن الظروف المناخية المثالية لنمو فصيلة الورد الطائفي تكمن في تكون درجة الحرارة بين 25 إلى 30 درجة مئوية وتصل الرطوبة النسبية فوق 60% أما رطوبة الهواء العظمى فتتخطى 60%.
بالنسبة لدرجة الحرارة المناسبة فيُفضل أن تتراوح بين 0 إلى 5 درجات مئوية لمدة تقدر بحوالي 15 يومًا قبل بدء الإزهار وموسم القطاف، ثم بعد ذلك ترتفع الحرارة إلى درجة حرارة معتدلة تتراوح بين 15 إلى 20 درجة مئوية لتعزيز كمية وجودة الأزهار. يُمكن زراعة الورد الطائفي حتى في مناطق ذات درجات حرارة عالية إلا أن هذا يؤثر على كمية إنتاج وجودة الأزهار والتي تكون منخفضة جدًّا مقارنة بالنباتات المزروعة في ظروف مناخية معتدلة.

## التربة المناسبة
تربة الطائف مناسبة لنمو الورد الطائفي، ولكنه يزدهر كذلك في سفوح التلال عمومًا، ويتحمل مدى واسع من ظروف (pH) التربة المختلفة (6 إلى8)، كما يمكن زراعته في التربة الطينية إلى التربة الرملية.

## الرَّي
يُعد الرَّي ضروريًّا لنمو شجيرات الورد الطائفي ولابد أن يكون الرَّي بتردد يتراوح بين 12 إلى 15 يومًا خلال فترات ذروة النمو. يمر ري الورد في مرحلة التعطيش إلى ما قبل موسم القطاف ومن ثم تتم سقايته أكثر. وبعد أن يتم تأسيس النباتات بشكل صحيح في حوالي عامين، يمكن للمزارعين تقليل تردد الرَّي. بالإضافة إلى ذلك، فإن التصريف المناسب للمياه في حقول الورد الطائفي أمر ضروري جدًّا لكونه عامل مساعد لتصريف مياه الأمطار الزائدة من مزارع الورد الطائفي.

## التكاثر
يتم تكاثر الورد الطائفي من خلال تقليم عناقيد الورد ذوات العام الواحد، نظرًا لإسهام عملية التقليم في التكاثر. كما يمكن تكاثر الورد من خلال أخذ أجزاء من النبات القديم، والبراعم الجانبية الموجودة فيه والتي تحتوي على جذور أو بذور، ثم تجعل هذه العناقيد في السيقان في موسم التقليم والذي يبدأ في منتصف أكتوبر وينتهي بنهاية ديسمبر. تتم العملية عن طريق غرس قطع بطول 20 سم وسُمك 1.50 إلى 0.75 سم في التربة، حيث يتم إدخال 2/3 من طول الساق في التربة.
يُعطى لهذه القطع الهرمون الجذري (IBA) بتركيز 200-250 جزء في المليون لتحفيز الجذور. تكون هذه القطع جاهزة للنقل إلى الحقل الرئيسي بعد عام واحد.

## شهرة وانتشار الورد الطائفي
لم تقتصر شهرة الورد الطائفي على المملكة العربية السعودية أو الدول العربية وحسب، بل اشتهر أيضًا في الدول الأوروبية وغيرها، إذ أصبح يضاف ضمن خلطات العطور بجميع أنواعها وفي منتجات التجميل والمنتجات الطبية والأطعمة.
قامت علامات تجارية عالمية بالاستفادة من الورد في تصنيع العطور وذلك عن طريق شراء دهن الورد الطائفي ومزجه بعطورها الخاصة مثل: نينا ريتشي في عطر l'extase rose absolue وكذلك عطر Ta’if من Ormonde Jayne. كذلك تم تصنيع عطر "ملكة الطائف" LA REGINA DI TAIF بواسطة Laura Bosetti Tonatto، حيث تقول لورا بوسيتي عن الورد الطائفي وهي الخبيرة في صنع العطور والتي تملك علاقة مميزة مع ورد الطائف "هذا هو أثمن الورود، الذي تغمره الرياح والعسل والحمضيات وتزهر في الوادي السعودي على ارتفاع ألفي متر فوق سطح البحر".
أما في كوريا الجنوبية، فقد لفت الورد الطائفي النظر مؤخرًا حيث أثار دهشة زوار معرض ”جسور إلى سيول“ والذي أُقيم في العاصمة الكورية سيول، إذ قدم معرض "نكهات المملكة" الورد الطائفي ومنتجاته للزوار الكوريين.

## أصل الورد الطائفي
تُشير بعض الدراسات الحديثة إلى أن الورد الطائفي ينحدر من الورد الدمشقي والذي تم نقله من الشام إلى منطقة الطائف منتصف القرن العاشر الهجري. يتميز الورد الطائفي عن الورد الدمشقي بصغر حجمه وقوة رائحته. وعلى الرغم من انتشار الورد الطائفي في المنطقة منذ قرون، إلا أن الطائف ليست الموطن الأصلي له، وإنما هي في الأصل وردة دمشقية يُطلق عليها "الجوري الدمشقي"، جلبها الأتراك قبل نحو 500 سنة إلى منطقة الحجاز التي تضم مكة، المدينة، الطائف وجدة. لقد كانت تربة الطائف من أفضل البيئات المناسبة لوردة "الجوري الدمشقية" حتى أنها كانت مناسبة أكثر من التربة التركية، وكدليل على صحة ذلك فإن الورد الطائفي يُباع بسعر مرتفع وبثلاثة أضعاف، مقارنة بسعر الورد التركي، حيث يصل الفرق بينهما في السعر إلى حدود 1200 ريال سعودي (حوالي 320 دولار أمريكي).

## تاريخه
أشارت بعض الوثائق القديمة إلى اهتمام السكان المحليين بالورد الطائفي في محافظة الطائف وخصوصًا في منطقة الهدا، حيث أن الورد الطائفي المعروف اليوم قد تم استزراعه في قرابة القرن الثالث الهجري. كما تشير أقدم الوثائق والتي تعود إلى تاريخ 1235 للهجرة والتي تفيد أن مرتفعات (المعالي) في جبال الهدا هي من أوائل المناطق التي بدأت بزراعة شتلة الورد الطائفي. اهتم سكان قبلية قريش الطائف (وهم الحضر من بني صغر والغشامرة والغربة)، بتلك الشتلة حيث كانوا يقطنون تلك المرتفعات. قاموا في بداية الأمر باستخلاص منتجين فقط من هذه الوردة وهما ماء الورد ودهن الورد.
ولقد ذكر الرحالة بروكهارت عندما زار الطائف في عهد الدولة السعودية الأولى بأن التجار الهنود اللذين كانوا يسكنون بجوار السكان المحليين داخل سور الطائف تخصصوا في استخلاص منتجات من هذه الشتلة واستخدموها في تجارتهم التي كانت تتمثل في مواد العطارة والمستخلصات الشعبية والتي لاقت اهتمام السكان في ذلك الوقت، ثم بدأت زراعة الورد بالانتشار أكثر في المرتفعات الغربية والجنوبية لمنطقة الطائف محافظة على الجودة في المنتج والوفرة في الإنتاج

## الثقافة
يُمثل الورد الطائفي هوية ثقافية لمحافظة الطائف حيث يتم غسيل الكعبة المشرفة بماء الورد الطائفي ووضع دهن الورد الطائفي عليها. كما يُقام مهرجان سنوي للورود في منطقة الطائف كان يسمى سابقاً "مهرجان الورد الطائفي"، وحالياً "موسم الورد" ويتزامن مع موعد حصاد الورد الطائفي والذي يستمر لمدة 45 يومًا، من نهاية شهر مارس وحتى بداية شهر أبريل من كل عام. وفي أبريل 2018، حقق المهرجان الذي أقيم في منتزه الردف، رقمًا قياسيًّا في نسبة الإقبال اليومي بما يتجاوز 100 ألف زائر في كل يوم. يهدف موسم حصاد الورد الطائفي إلى التعريف به بدءًا بتاريخه ومراحل زراعته وسقايته وقطفه وحتى مراحل تقطيره والاستفادة منه.

## الأرقام القياسية التي حققها
في تاريخ 18 مايو من العام 2023، كسرت وزارة الثقافة السعودية الرقم القياسي العالمي لأكبر سلة ورد في العالم، وهي "سلة الورد الطائفي". قامت وزارة الثقافة السعودية بالترويج لموسم الورد الطائفي من خلال المشاركة بأكبر سلة ورد في موسوعة غينيس للأرقام القياسية في المهرجان الذي أُقيم في منتزه الردف بمحافظة الطائف بين 16 و 19 مارس من العام 2022. وكان هناك الكثير من الاهتمام  بالورد الطائفي خصوصًا والمهرجان ككل عمومًا، حيث قام أكثر من 190 شابًّا وشابة من سكان محافظة الطائف بترتيب 84,450 وردة من أصل 26 نوع من أجود أنواع الورود، واستغرقت عملية الترتيب منهم حوالي 190 ساعة عمل.
وحققت سلة الورد الطائفي أرقامًا قياسية، كانت بالأبعاد الآتية:
- الارتفاع: 1,297 متر (4 قدم و3 إنش).
- الطول: 12,129 متر (39 قدم و9 إنش).
- العرض: 7,97 متر (26 قدم و1 إنش).[13]

## الجانب الاقتصادي
اهتم السوق السعودي بالورد الطائفي اقتصاديًّا، حيث بلغ حجم الاستثمار فيه ومشتقاته أكثر من 64 مليون ريال، كما أُنشِئ حوالي 70 مصنعًا ومعملًا للورد للتركيز على استخلاصه وتصنيع أكثر من 85 منتجًا من الورد الطائفي.

## الإنتاج والتصنيع في السعودية

### دهن الورد الطائفي
بناءً على شرح أحد مالكي معامل التقطير في الطائف، فإنَّ عملية استخلاص دهن الورد الطائفي محليًّا، تتم كالآتي:
في البداية يتم إضافة ما بين 10,000 إلى 13,000 وردة إلى قدر نحاسي خاص، ثم يتم إشعال النار تحت القدر حتى يتجمع البخار ويخرج من خلال أنبوب التقطير الذي يمر داخل إناء ماء بارد لترطيبه وتكثيفه. يلي ذلك، مرحلة التنقية حيث يتم فيها إضافة الماء الناتج من عملية التقطير إلى زجاجة ذات عنق بحجم 20 إلى 35 لترًا، وتتم عملية فصل العطر عن الماء بعملية تقطير خاصة تستغرق من 12 إلى 14 ساعة. بعد ذلك، يتم إضافة ماء الورد الناتج عن هذه العملية إلى مجموعة جديدة من الورود حتى يتم تسخينها وغليها مرة أخرى مع الورد بماء الورد. تُكرر هذه العملية ومع كل تكرار يزيد تركيز دهن الورد حتى يصل إلى المستوى المطلوب ثم يتكون المنتج النهائي من عملية الاستخلاص. بعد ذلك يتم فصل الدهن في زجاجة ويتكون فوق سطح الماء لمدة ساعة تقريبًا، وباستخدام إبرة سحب مخصصة للتصفية ليتم فصل الدهن عن الماء. يمر دهن الورد بثلاث إلى أربع مراحل للتصفية بوضع الدهن في زجاجة في وعاء ماء ساخن حتى يٌفصل الدهن من أي شوائب، ثم يصل بعدها إلى المرحلة النهائية حيث يتم وضع الدهن في عبوات صغيرة تسمى "تولة".

### ماء الورد الطائفي
يُقطَف الورد وجمعه في سلال مبلولة ومصنوعة من الخيش. يتم وزن وتوزيع المحصول في قدور خاصة بالتسخين ويضاف إليه الماء المغلي ويُغلى. يتم تسخين المزيج من 12 إلى 14  ساعة ثم تزيد كثافة البخار الناتج. وبعد عملية التكثيف، يتقطر ماء الورد في قارورتين تسمى إحداهما: ماء العروس والأخرى تُسمى الثنو. أما بالنسبة للورد المغلي المتبقي بعد عملية الاستخلاص فيتم استخدامه كسماد زراعي.

## البرامج التعليمية والبحوث والدعم
تولي المملكة العربية السعودية اهتمامًا كبيرًا بالورد الطائفي ومشتقاته، وتُقدم الكثير من برامج الدعم والاستثمار لتطوير الصناعات والممارسات. قامت وزارة البيئة والمياه والزراعة السعودية بإرسال مزارعين إلى دولة بلغاريا المشهورة بإنتاج الورد ضمن برنامج تعاون مشترك بين الدولتين للاستفادة من الخبرات والممارسات في مجال زراعة الورد، وتقطيره، واستخداماته الطبية، والتجميلية.
كما يُقدم المعهد الملكي السعودي للفنون التقليدية دورة عن الورد الطائفي من خلال برنامج التعليم المستمر، حيث تحتوي الدورة على شرح طرق زراعته وقطفه وتقطيره، وحتى استخراج دهن الورد. كذلك تم تأسيس كرسي الأبحاث والدراسات التنموية للورد الطائفي في جامعة الطائف في عام 1434هـ، والذي يهتم بدراسة الورد الطائفي وطرق إنتاجه واستخراج الزيوت منه ودعم البحوث العلمية المرتبطة بذلك، وتقديم الاستشارات العلمية والدراسات المتخصصة للمزارعين.

## فوائده
في الثقافة المحلية، يتداول في أوساط المجتمع فوائد الورد الطائفي والتي تناقلتها الأجيال وتشمل هذه الفوائد، أنه طارد للبلغم ويعالج الصداع والحساسية.

## التركيب الكيميائي
تتكون حوالي 85% من مكونات زيت الورد الطائفي من أربع مكونات أساسية تذوب في الماء، ويُطلق عليها المقطرات العشبية أو الهيدرولات وهي:
- كحول فينيل إيثيل: حيث يحتوي على رائحة ذات طابع زهري ناعم يشبه رائحة البتّلات، ويُعتبر سمة مميزة لأصناف الورود ذات اللون الفاتح حيث يكون المكون الرئيس في ماء الورد.[18]
- سترونيلول: هذا المُرَكَّب الكيميائي  يمتلك رائحة ذات طابع دافئ وحيوي، ويمكن ملاحظتها بوضوح في عبق زهرة الروز والتي تُسمى Blanc Double de Coubert.
- جيرانيول: ويشبه لمكون السترونيلول في رائحته إلا أنه أكثر حدة، ويشبه رائحة أوراق الغرنوقي.
- نيرول : له رائحة من أكثر الروائح قوة وانتعاشًا من بين مكونات الورد الأربعة الأساسية.[18]
- بالإضافة إلى ذلك، تمثل عشر مواد كيميائية أخرى تقريبًا 10%، بينما تتكون 5% المتبقية من الحجم الكلي من بضع مئات من مركبات كيميائية أخرى. وجود جميع هذه المركبات ونسبها المختلفة هي ما تُعطي عبق دهن الورد ورائحته المميزة والتي يُشار إليها في مجال صناعة العطور بما يسمى برائحة "الورد القديم"، أما اختلاف نسب المركبات في الوردة فهي ما تعطي الورد رائحة مميزة وجودة مختلفة لكل وردة.[18]

تشمل هذه المركبات على سبيل المثال: الفينولات نحو كايمبفيرول وسيانيدين (3 و 5)، كذلك مركب د-غليكوسيد، ومركب كويرسيتين وحمض الغاليك. بالإضافة إلى مركبات نوناديكان، وهينيكوسان. ليس هذا فحسب بل هناك مجموعة واسعة من المركبات الكيميائية النباتية الأخرى مثل: الفيتوكيميكال، والفلافونويدات، والجلايكوسيدات، والتيربينات، والأنثوسيانين، وحمض الماليك، والبكتين، والتانين والكاروتينات. كذلك تشمل على فيتامينات مثل: فيتامين سي وب 1 وب2 و ب3.

## الخواص الدوائية
يُعتبر الورد الطائفي من النباتات الطبية التي تُستخدم في علاج بعض الأمراض، حيث أظهرت العديد من الدراسات العلمية فوائده وتأثيراته الصحية المختلفة والتي يمكن أن يعود سببها لوجود تركيز عالي من مركبات متعدد الفينول. على سبيل المثال، يتم استخدامه في علاج الآم البطن والصدر، كما يستخدم مُوسعًا للشعب الهوائية وكعلاج لآلام الدورة الشهرية، ومشاكل الهضم، وتخفيف الالتهابات، ولعلاج الكحة عند الأطفال، كما يُستخدم أيضًا كمُسَهِّل، بالإضافة إلى ذلك يتم استخدامه لمكافحة الاكتئاب والتوتر، ومعالجة جروح ومشاكل الجلد والبشرة.
ليس هذا فحسب، بل إنه تم دراسة تأثيراته علميًّا في مجالات أخرى مثل: النوم، تخفيف الألم، الحماية العصبية والقلبية والهضمية، ومكافحة الالتهاب والأكسدة ومرض السكري. ولقد أظهرت دراسات علمية أن ماء الورد الطائفي له تأثير وقائي لوظائف الكبد كما أنه يُعد مضادًا للأكسدة، ويعمل على تحسين أنزيمات الكبد، بالإضافة إلى احتوائه على خواص مضادة للسرطان.

## إدراج الورد الطائفي في قائمة اليونسكو
في ديسمبر 2023، أدرجت منظمة الأمم المتحدة للتربية والعلم والثقافة (اليونسكو) الممارسات الثقافية المرتبطة بالورد الطائفي ضمن القائمة التمثيلية للتراث الثقافي غير المادي للبشرية. ويشمل العنصر الثقافي المدرج جميع الممارسات التقليدية المرتبطة بزراعة وحصاد وتقطير الورد الطائفي، إضافة إلى طقوسه الاجتماعية والاحتفالية المرتبطة به في منطقة الطائف. ويُعد الورد الطائفي جزءًا من الهوية الثقافية المحلية، وله حضور في الفعاليات والمناسبات الاجتماعية، كما يُستخدم في إنتاج العطور والزيوت التقليدية.

## شعار موسم الطائف

شعار موسم الطائف يشكل كلمة "الطائف" على شكل وردة